# Castelnau
Castelnau fou una senyoria de França a la Gascunya, centrada en la vila de Castelnau, anomenada des del 1957 Castèthnau de Medòc, capçalera d'un cantó del departament de la Gironda, entre L'Esparra i Bordeus.
El castell de Castelnau fou construït en 1108 pel senyor de Castro-Novo, junt amb una capella dedicada a Sant Jaume, a la vora del riu Jalle. El segle xii va ser erigida en senyoria i va passar dels Castelnau als senyors de Puy-Paulin, que eren els Grailly. En el final de la guerra dels cent anys, John Talbot, comte de Shrewsbury la va ocupar el 1452 abans d'entrar a Bordeus, però el 1453 fou derrotat a Castillon, i Castelnau va passar a França. El feu va continuar en mans dels Foix, Foix-Candale, Epernon, Duras i fins al darrer baró que fou el senyor de Blazy al que es van confiscar els béns el 1789.